# Söderala
Söderala är en ort i Söderhamns kommun i Hälsingland och kyrkbyn i Söderala socken. Söderala ligger strax söder om riksväg 50 cirka 6 kilometer väster om Söderhamn. Söderala var till 2015 avgränsad till en egen tätort, men växte 2015 samman med Marmaverken och Marmaskogen, vilken tätort av SCB gavs namnet Marmaskogen och Söderala. 

## Befolkningsutveckling
| Befolkningsutvecklingen i Söderala 1960–2010            | Befolkningsutvecklingen i Söderala 1960–2010 | Befolkningsutvecklingen i Söderala 1960–2010 | Befolkningsutvecklingen i Söderala 1960–2010 | Befolkningsutvecklingen i Söderala 1960–2010 |
| ------------------------------------------------------- | -------------------------------------------- | -------------------------------------------- | -------------------------------------------- | -------------------------------------------- |
|                                                         |                                              |                                              |                                              |                                              |
| År                                                      |                                              |                                              | Folkmängd                                    | Areal (ha)                                   |
| 1960                                                    | 1960                                         |                                              | 598                                          |                                              |
| 1965                                                    | 1965                                         |                                              | 691                                          |                                              |
| 1970                                                    | 1970                                         |                                              | 1 063                                        |                                              |
| 1975                                                    | 1975                                         |                                              | 1 030                                        |                                              |
| 1980                                                    | 1980                                         |                                              | 1 307                                        |                                              |
| 1990                                                    | 1990                                         |                                              | 1 202                                        | 165                                          |
| 1995                                                    | 1995                                         |                                              | 1 169                                        | 168                                          |
| 2000                                                    | 2000                                         |                                              | 1 014                                        | 168                                          |
| 2005                                                    | 2005                                         |                                              | 961                                          | 168                                          |
| 2010                                                    | 2010                                         |                                              | 949                                          | 168                                          |
| Anm.: uppgick 2015 i tätorten Marmaskogen och Söderala. |                                              |                                              |                                              |                                              |

## Kända personer från Söderala
- Arne Geijer
- Olle Häger
- Mare Kandre
- Jan Johansson
- Set Persson
- Nils Färnström